# Kornel Makuszyński

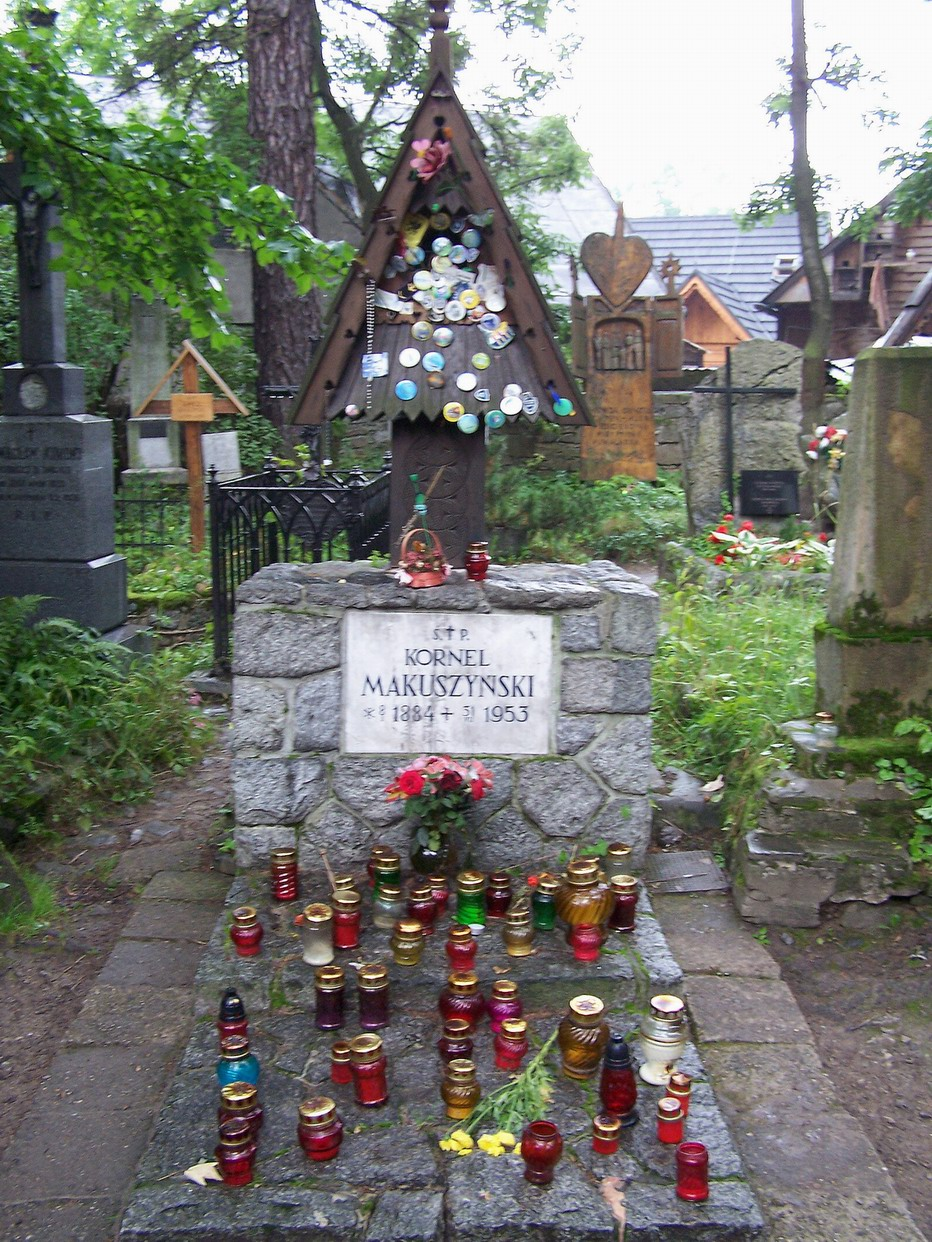
Tombe de Kornel Makuszyński à Zakopane

Kornel Makuszyński, né le 8 janvier 1884 à Stryj, aujourd'hui en Ukraine ; mort le 31 juillet 1953 à Zakopane, écrivain, publiciste, critique de théâtre polonais, l'un des plus célèbres écrivains pour les enfants. 

## Biographie
Kornel Makuszyński effectue sa scolarité à Lwów en Galicie (en allemand : Lemberg, en ukrainien Lviv) alors sous la domination autrichienne, et écrit ses premiers poèmes à l'âge de 14 ans. Ceux-ci sont publiés deux ans plus tard dans le journal Słowo Polskie, pour lequel il devient bientôt critique de théâtre. Il étudie la philologie et la littérature à l'Université de Jan Kazimierz à Lwów et à Paris. 
Avant la Première Guerre mondiale, il y travaille en tant que directeur littéraire du Théâtre Municipal. Pendant la guerre, il est déporté avec sa première épouse Emilia, née Bażeńska, à l'intérieur de la Russie à Kostroma. Délivré grâce à des amis, il retourne en Pologne où, après plusieurs mois de travail artistique au Théâtre Municipal de Lwów, il quitte la ville de nouveau et pour toujours. 
Jusqu'en 1918 il habite à Kiev où il travaille en tant que directeur littéraire du Théâtre Polonais de Stanisława Wysocka et exerce la fonction du président de l'Association des Écrivains et des Journalistes Polonais. C'est à Kiev qu'il écrit ses premiers romans.
Dès que la Pologne recouvre son indépendance, l'écrivain s'installe à Varsovie. Dans les années trente naissent ses livres pour enfants les plus célèbres: Przygody Koziołka Matołka (Les aventures de Matolek), O dwóch takich co ukradli księżyc (De deux enfants qui ont volé la lune), Przyjaciel wesołego diabła (L’ami du diable joyeux), Skrzydlaty chłopiec (Le garçon aux ailes), Wielka brama (La Grande Porte), Wyprawa pod psem (L’expédition de chien), Szatan z siódmej klasy (Le Satan de la 7e classe), List z tamtego świata (Lettre de l'autre monde). 
Il travaille aussi comme journaliste. Il publie des feuilletons et des critiques dans presque toute la presse populaire et devient l'un des personnages les plus connus de la vie artistique et mondaine de Varsovie. 
En 1924, on lui décerne le Prix littéraire national.
Le déclenchement de la Seconde Guerre mondiale met fin à la stabilisation créative et matérielle de l'écrivain. Son appartement à Varsovie, rempli d'œuvres d'art, est gravement endommagé au cours d’un bombardement en septembre 1939 et pendant l'Insurrection de Varsovie. Après un certain temps passé dans le camp de transit de Pruszków, Makuszyński arrive à Zakopane où il réside avec sa deuxième femme Janina Gluzińska (il a obtenu le titre du Citoyen d'honneur de cette ville en 1931) jusqu'à sa mort.
Après 1945, l'écrivain ne publie plus beaucoup et soumis au harcèlement de la part du pouvoir communiste. Certains de ses livres sont explicitement interdits, tels que "Le sourire de Lwów" ou "Joyeux et Triste" au sujet de la guerre bolchevique.
Membre de l'Académie polonaise de littérature, il avait obtenu de nombreux prix et distinctions dont la Légion d'honneur en 1936 et, à titre posthume, l'Ordre de l’Aigle blanc, la plus haute distinction polonaise. 
Plusieurs de ses œuvres ont été adaptés au cinéma ; la série pour enfants Przygody Koziołka Matołka illustré par Marian Walentynowicz a été adaptée en série d’animation pour la télé.
Sa tombe se trouve au cimetière de Peksowe Brzysko à Zakopane. A Zakopane se trouve également un musée qui lui est consacré.
Son nom a été donné à de nombreuses écoles en Pologne.  
Depuis 1994, une récompense littéraire à son nom est attribuée chaque année au meilleur auteur jeunesse.